# Cecilia Bartolomé
Cecilia Margarita Bartolomé Pina (Alacant, 10 de setembre de 1940) és una directora de cinema, guionista i productora valenciana.

## Biografia
Va néixer a Alacant i es va criar a la província de Fernando Poo, antiga colònia espanyola, actualment Guinea Equatorial, on es va traslladar amb els seus pares, destinats a l'excolònia espanyola per exercir-hi de mestres. Allà va fer d'actriu en l'Agrupació Teatral de Guinea, companyia que va ajudar a fundar. Als 18 anys va tornar a Espanya amb la idea de cursar estudis d'economia. Va abandonar els seus estudis de Ciències Econòmiques per formar-se a l'Escola Oficial de Cinema de Madrid, on es va diplomar el 1969 amb Margarita y el lobo, convertint-se en una de les primeres dones a diplomar-se a l'Escola de Cinema els anys seixanta, juntament amb Pilar Miró i Josefina Molina.

## Temes recurrents i constants estilístiques
Aquesta tríada de cineastes (Cecilia Bartolomé, Josefina Molina, Pilar Miró) que emergeixen entre finals dels anys seixanta i principis dels setanta suposen "l'autèntic començament dels esforços de les dones per projectar la seua pròpia visió cinematogràfica darrere la càmera". Com diu Natalia Contreras, Bartolomé "és de les que pensen que ‘no hi ha res com l'oblit per netejar la mala consciència’. És una dona que ha hagut de lluitar dur contra les exclusions de l'oficialisme en el cinema". A nivell estilístic, com indica Laia Ramos, l'antirrealisme i el pastitx narratiu es barregen amb el gust per l'allò popular, evident en l'ús de la música, les cançons i les rimes, i l'humor com a eines per a fer explícits els mecanismes que sostenen les construccions simbòliques a l'entorn de les quals Cecilia Bartolomé articula els seus relats. Uns relats que, per altra banda, estan travessats pel vincle que Bartolomé manté amb l'allò referencial, amb el context històric i cultural sobre el qual erigeix els seus personatges, que esdevenen representacions de la individualitat sobre un fons translúcid de l'allò col·lectiu.
En relació als personatges i temes que recorre, Laia Ramos subratlla que "les protagonistes de les pel·lícules de Cecilia Bartolomé es construeixen des de la quotidianitat, des del privat, el domèstic, des d'allò presumptament insignificant, per a donar compte de les històries als marges de la "Història", conformant així una mirada vers el món a partir de "l'intrascendent", en diàleg permanent amb les circumstàncies socio-polítiques i culturals. I és així com les seues heroïnes transiten del privat al públic i a la inversa, entomant unes lluites 'mínimes' que, efectivament, tindran la força de subvertir de manera profunda l'statu quo imperant".

## Obra cinematogràfica
Quan vivia a Guinea Equatorial va fer les seues primeres pel·lícules en 8mm, Fragmentos rodados en Guinea (1962), uns dietaris cinematogràfics que mostraven la gent que l'envoltava, centrant-se en els nadius. En la dècada dels seixanta va rodar alguns curtmetratges de l'Escola Oficial de Cinematografia: Carmen de Carabanchel, La Noche del Dr. Valdés, La Siesta i Plan Jac Cero Tres.
La seua primera pel·lícula, Margarita y el lobo (1970), de 45 minuts de duració i rodada en blanc i negre i en 35mm, va ser el seu projecte final de carrera a l'Escuela Oficial de Cinematografía. La pel·lícula es va rodar en deu sessions de set hores, inclosos els cinc números musicals en play back. Es tracta d'una tragicomèdia musical i, alhora, d'un manifest feminista en el qual crida a l'emancipació de la dona en l'Espanya tancada i obtusa del franquisme. A través del progressiu alliberament de Margarita d'un matrimoni opressor, de les limitacions professionals, de la manca de llibertat d'expressió, Cecilia Bartolomé construeix un retrat satíric sobre l'Espanya de finals dels anys seixanta. La pel·lícula acaba amb un tango que canta: "No sé por qué te amé, pero no ha sido en vano. Me has enseñado la llave que las puertas me abrirá. Adiós, Lorenzo, tengo mucho camino por delante, respiro, la vida es bella y estoy sola. ¡Al fin sola!". La pel·lícula va despertar les ires de la censura de l'època, va quedar prohibit i el Ministeri de Cultura la va incloure en les “llistes negres” impossibilitant la seua incporporació al cinema. La censura va condemnar la pel·lícula a la invisibilitat i la directora a l'ostracisme, essent apartada de l'àmbit cinematogràfic durant gairebé deu anys.
Va començar la seua carrera professional en la publicitat, realitzant també els seus primers curtmetratges. El 1978 va dirigir el seu primer llargmetratge, Vámonos, Bárbara, un encàrrec del productor Alfredo Matas, que buscava fer una versió de la pel·lícula Alícia ja no viu aquí, de Martin Scorsese. La mateixa Bartolomé va escriure'n el guió, juntament amb Concha Romero i Sara Azcárate. La pel·lícula explica la història d'Ana, d'uns quaranta anys, quan abandona el seu marit i comença a qüestionar totes les normes del conservadorisme catòlic de l'Espanya franquista. Els canvis que s'estan produint en les relacions entre els sexes, |l'emancipació de les dones, la relació amb els fills, la incipient democràcia i fins i tot la transformació urbanística emparada en el boom turístic són el rerefons de la fugida d'Ana, en la qual l'acompanyarà Bárbara, la seua filla adolescent. Aquest primer llargmetratge va ser considerat, tant per la crítica, com per la mateixa directora, com per l'historiador Romà Gubern, la primera pel·lícula explícitament feminista del cinema espanyol.
Cecilia Bartolomé pensa que el cinema documental té un paper importantíssim en la recuperació de la memòria, en la lluita contra l'amnèsia històrica. Del 1979 al 1981 roda, amb el seu germà José Bartolomé, dos documentals de factura televisiva sobre el període de la transició espanyola: Después de... no se os puede dejar solos i Después de…Atado y bien atado. El projecte sorgeix d'una ficció que estava preparant amb el seu germà sobre la transició i el desencant de la gent, però finalment van decidir sortir al carrer i optar pel format documental amb la seua honestedat i la seua capacitat d'emmirallar la societat en un moment determinat de la història i abordar els testimonis directes del cabreig generalitzat. El que els interessava, a ella i al seu germà, era "posar-se entre la gent, registrar el que opinava la gent i contrastar-ho amb la informació oficial". Va ser de molta ajuda l'experiència que tenia José Bartolomé en l'àmbit documental, ja que venia de col·laborar amb Patricio Guzmán a La batalla de Chile, una trilogia que va seguir de prop l'experiència del govern de Salvador Allende fins al cop d'estat de Pinochet.
Después de…no se os puede dejar solos és un film emblemàtic del documentalisme polític que es va desenvolupar a Espanya entre els anys 1976 i 1980 amb la voluntat de reconstruir la història dels quaranta anys previs i que se centra, en aquest cas, en la primera transició. La diversitat dels testimonis, extrets de tots els sectors de la societat, demostra el compromís de la realitzadora per plasmar amb rigor el panorama social i ideològic d'aquells anys; també destaca per tractar aspectes problemàtics, així com conflictes llavors incipients en uns moments políticament molt delicats. Les tensions al País Basc, el moviment obrer, les lluites de les dones, la profunda divisió ideològica entre dretes i esquerres, l'amenaça del feixisme, són aspectes que la realitzadora indaga donant el protagonisme absolut a la ciutadania anònima. Tots aquests elements converteixen el film en un document imprescindible per entendre la història recent d'Espanya. A Después de... Atado y bien atado la realitzadora segueix recollint comentaris i opinions dels ciutadans i ciutadanes anònims, afegint en aquesta segona part els d'alguns dels principals líders polítics de la transició. El díptic de Después de... va anticipar el frustrat cop d'estat del 23-F, uns mesos després de finalitzar el rodatge, ja que la segona part acabava amb la possibilitat involucionista per part de l'exèrcit, amb declaracions del general Milans del Bosch en contra de la Constitució. Bartolomé i el seu germà van deixar pendent la tercera part, Todos al suelo sobre la situació política prèvia i posterior al 23-F. La pel·lícula va ser segrestada per incòmoda.
El 1996 fa Lejos de África, una pel·lícula protagonitzada per dues nenes, una de raça blanca, Susana (Alicia Bogo), i una altra de raça negre, Rita (Anelis Bonifacio), que viuen a Guinea Equatorial en els anys cinquanta. La seua amistat es veurà malmesa quan un home entra a les seues vides. La pel·lícula està dividida en tres parts subtitulades "1950", "1956" i "1961". La pel·lícula conté una important càrrega autobiogràfica. Un dels seus objectius era poder explicar el colonialisme, un tema tabú, sense embuts i des d'una perspectiva personal. El rodatge es va fer a Cuba per problemes de producció.
El 2005 va realitzar per la sèrie de televisió Cuéntame el capítol documental "Especial Carrero Blanco: el comienzo del fin".
El 2008 va deixar un projecte pendent, l'adaptació de El silencio de las sirenas d'Adelaida García Morales, acceptat pel Ministerio de Cultura, però pel qual no va trobar finançament.

## Filmografia
Curtmetratges
- La noche del doctor Valdés (1964), guió i direcció
- Carmen de Carabanchel (1965), guió i direcció
- La brujita (1966), direcció
- Plan Jack Cero Tres (1967), guió amb Gonzalo Suárez i direcció

Llargmetratges
- Margarita y el lobo (1970), guió i direcció
- ¡Vámonos, Bárbara! (1978), direcció
- Rostros (1978), guió
- Después de... no se os puede dejar solos (1979-81), guió i direcció
- Después de... Atado y bien atado (1979-81), guió i direcció
- Lejos de África (1996), guió i direcció
- Manolito Gafotas en ¡Mola ser jefe! (2001), guió

## Premis i reconeixements
- El 2012, el Festival Internacional de Cinema de Gijón li va atorgar el premi Mujeres de Cine 2012, en reconeixement de la seua trajectòria en el cinema espanyol.[11] Aquest guardó recompensa la trajectòria de les creadores més significatives del cinema espanyol i contribueix a l'objectiu de donar visibilitat el talent de les dones en el cinema.
- El 2014 va ser guardonada amb la Medalla d'Or al Mèrit en les Belles Arts a Espanya.[12]
- El 2015 el Festival Internacional de Cinema Solidari de Navarcles Clam li atorga el guardó Reconeixement Clam.
- El 2021 fou nomenada Acadèmica d’Honor de l’Acadèmia Valenciana de l’Audiovisual (AVAV).[13]
- El 2022 li fou concedit el Premi Feroz d'Honor, atorgat per l'Associació d'Informadors Cinematogràfics d'Espanya.[14][15]

El 2018 es va posar el seu nom a un carrer de la ciutat d'Alacant, en aplicació de la Llei de Memòria Històrica i en substitució del carrer dedicat a la batalla de l'Ebre.